# Monumento a san Carlo Borromeo
Il monumento a san Carlo Borromeo è un monumento in bronzo e rame posto in piazza Borromeo a Milano. La statua era in origine posta su una delle colonne votive di Milano, indicata anche come croce di san Barnaba (per la dedicazione originaria) o croce di san Carlo.

## Storia e descrizione
In origine nel 1577 in piazza Cordusio fu realizzata una croce votiva per volere dell'arcivescovo Carlo Borromeo in sostituzione di uno degli altari eretti durante la peste del 1576. La croce votiva era composta da una colonna di marmo con in cima una croce in metallo, benedetta dall'arcivescovo il 28 maggio 1577. Sul basamento erano presente un'iscrizione a ricordo dell'evento.
Nel 1578, con l'istituzione delle Compagnia della Santa Croce, la croce votiva venne dedicata a San Barnaba, primo vescovo di Milano secondo la tradizione cristiana.
Nel 1610, in seguito alla canonizzazione di san Carlo, si decise di rifare l'intera struttura con un nuovo basamento e ponendo sulla sommità una statua in bronzo e rame del santo su disegno di Dionigi Bussola. Il monumento fu inaugurato dall'arcivescovo Federico Borromeo, cugino di san Carlo, il 25 agosto 1624, come riportato da un'iscrizione.
Dopo la soppressione nel 1784 delle Compagnie della Santa Croce, legate alle singole croci votive, nel 1786 venne stabilito lo smantellamento della maggior parte delle croci, considerate un intralcio alla viabilità. La statua a san Carlo venne però conservata e fu posta su un nuovo basamento in piazza Borromeo tra il palazzo di famiglia la chiesa di Santa Maria Podone di cui la famiglia Borromeo aveva il giuspatronato. L'avvenimento è ricordato dalla lapide attualmente presente sul basamento, composta dall'abate Morcelli Bresciano su richiesta del cardinale Vitaliano Borromeo.